# Schlesien Aktuell
Schlesien Aktuell to niemieckojęzyczna audycja radiowa kierowana do mniejszości niemieckiej w województwie opolskim. Audycja jest emitowana od poniedziałku do czwartku od 20:35 do 20:55 w Radiu Opole. Prowadzą ją Rudolf Urban oraz Karina Niemiec. Schlesien Aktuell jest realizowane przez Zespół Producencki Pro Futura.
Pierwsze wydanie wyemitowało 15 kwietnia 1998 roku Radio Opole i od tego czasu audycja jest ciągle rozwijana.
Program audycji składa się z wiadomości, reportaży, wywiadów, informacji o wydarzeniach, komentarzy, aktualności na temat mniejszości niemieckiej na Górnym Śląsku i tematyki polsko-niemieckiej. Pomiędzy poszczególnymi częściami audycji nadawana jest różnorodna niemieckojęzyczna muzyka. Wtorkowe wydania są kierowane do młodszej publiczności.